# David Lammers

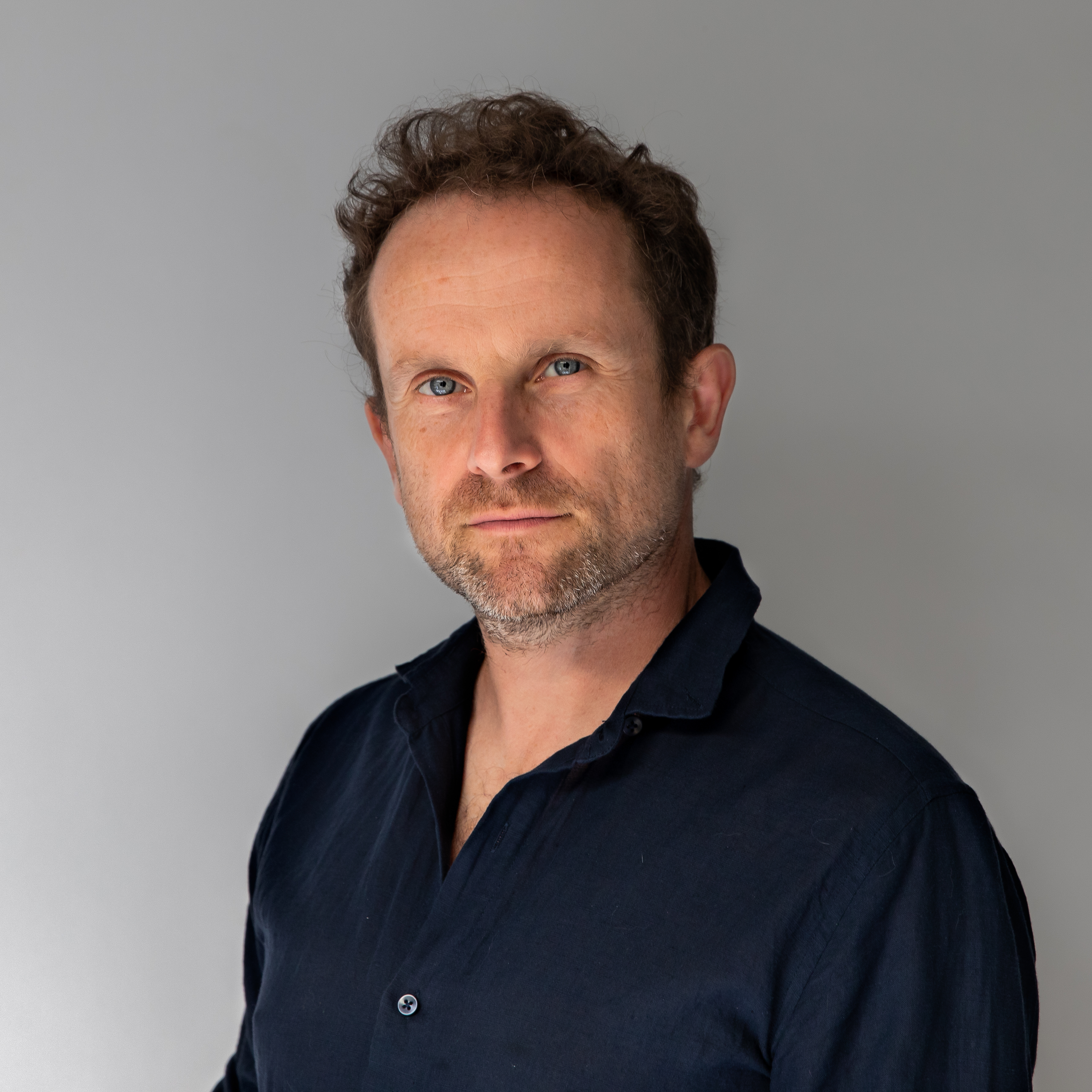

David Lammers (Zeist, 13 februari 1972) is een Nederlands filmregisseur. 
Hij studeerde in 2001 af aan de Filmacademie in Amsterdam met zijn korte film De Laatste dag van Alfred Maassen en won daarmee een Gouden Kalf op het Nederlands Film Festival.
In de jaren daarna schreef en regisseerde hij verschillende films, waaronder zijn speelfilm Langer licht. Een film die door critici werd geprezen en genomineerd werd voor twee Gouden Kalveren, beste regie en beste acteur (Raymond Thiry). Hij maakte een switch naar televisieseries in het misdaad- en politiegenre, waaronder Bellicher de macht van Meneer Miller, Van God Los de serie en Smeris. Ook maakte hij verschillende commercials voor tv. Momenteel schrijft hij aan zijn tweede speelfilm The Yellow Dot.

## Filmografie
- De Laatste dag van Alfred Maassen (2001) - Gouden Kalf, geselecteerd voor studentenprogramma van het Filmfestival in Cannes.
- Snacken (2004)
- Veere (2005) - verfilming naar gelijknamige gedicht van Hans Groenewegen
- Langer licht (2006), geselecteerd voor de Tiger Awards Competitie van het Rotterdams Filmfestival in 2006 en genomineerd voor de categorie beste regie en Prijs van de Nederlandse filmkritiek in de Gouden Kalf-competitie van 2006. Raymond Thiry, de hoofdrolspeler, was in 2006 genomineerd voor de Gouden Kalf voor de beste acteur.
- Bellicher (2010)
- Van God Los (2011, 2013)
- Smeris (2014, 2015)
- Eng (2016)

- Catàleg d'autoritats de noms i títols de Catalunya: 981058508180106706
- Gemeinsame Normdatei: 138977941
- International Standard Name Identifier: 0000 0000 6832 4045
- Nationale Bibliotheek van Tsjechië: xx0161489
- Virtual International Authority File: 95580987
- WorldCat: E39PBJtxdFhC7MQrh46jBRfjG3